# Sohawa
Sohawa (en ourdou : سوہاوہ) est une ville pakistanaise située dans le district de Jhelum, dans le nord de la province du Pendjab. C'est la cinquième plus grande ville du district. Elle est située à près de trente kilomètres au nord-ouest de Dina.
La population de la ville a été multipliée par près de cinq entre 1972 et 2017 selon les recensements officiels, passant de 5 354 habitants à 26 194. Entre 1998 et 2017, la croissance annuelle moyenne s'affiche à 3,9 %, nettement supérieure à la moyenne nationale de 2,4 %.
|            | 1972 (rec.) | 1998 (rec.) | 2017 (rec.) |
| ---------- | ----------- | ----------- | ----------- |
| Population | 5 354       | 12 708      | 26 194      |